# Stazione di L'Aquila San Gregorio
La stazione di L'Aquila San Gregorio è una fermata ferroviaria posta sulla linea Terni-Sulmona. Serve la località di San Gregorio, frazione del comune dell'Aquila.

## Storia
Già in passato, sulla linea L'Aquila-Sulmona, era esistita una fermata a servizio della frazione di San Gregorio: istituita nel 1938, era posta al km 117+620, ma fu dismessa nel 1962.
Una nuova fermata, denominata L'Aquila San Gregorio e posta a circa 300 metri più a nord, è stata attivata l'11 giugno 2017 e inaugurata il giorno successivo.
È una delle quattro nuove fermate previste nell'intervento di realizzazione di un servizio ferroviario urbano intorno alla città dell'Aquila, nel tratto tra Sassa e San Demetrio, finanziato dal governo in seguito al terremoto del 2009.

## Strutture e impianti
La fermata, posta alla progressiva chilometrica 117+990 fra le stazioni di Paganica e di San Demetrio de’ Vestini, conta un unico binario, servito da un marciapiede lungo 125 metri e alto 55 centimetri sul piano del ferro, e parzialmente coperto da una pensilina.

## Movimento
La fermata è dedicata soprattutto al futuro servizio metropolitano. Al momento vi effettuano fermata alcuni dei treni regionali gestiti da Trenitalia per conto della regione Abruzzo che circolano tra L'Aquila e Sulmona.